# Kwamalasamoetoe
Kwamalasamoetoe, ook Kwamalasamutu, is een Trio-dorp in het zuiden van Suriname in het district Sipaliwini. De naam van dit dorp betekent letterlijk Bamboezand, genoemd naar de nabijgelegen rivieroevers deels begroeid met bamboe. Dit dorp is gelegen aan de rivier Sipaliwini. Het ligt vlak bij het door Guyana betwiste gebied wat bekendstaat als het Tigri-gebied, gelegen ten westen van de nabijgelegen rivier Coeroeni, zoals aangegeven op de kaart.
In de buurt van Kwamalasamoetoe bevindt zich de Kwamalasamoetoe Airstrip met een verbinding naar Zorg en Hoop Airport in Paramaribo.
In Kwamalasamoetoe wonen begin 21e eeuw naast Trio ook nog nakomelingen van volken die vroeger in Suriname hebben geleefd.

## Granmans
- 1997-2021: Asongo Alalaparoe
- 2021-heden: Jimmy Toeroemang